# パパス・アルガダス
パパス・アルガダス（スペイン語: papas arrugadas）は、カナリア諸島の伝統的なベークドポテトの一種であり、モホというペッパーソースをかけるか、肉料理の付け合わせとして食べられる。
小さな新ジャガイモの皮を剥かずによく洗い、塩水（本来は海水）で茹でる。その後、皮が縮むまでオーブンで焼く。または、塩水で茹でた後、大部分の水を捨て、イモが乾くまで少量の水で煮詰める。この方法では、イモの表面に独特の塩の結晶が付着する。
イモはできる限り小さいものでなければならず、そうでなければ香りが失われたり、ソースを吸わなかったりすることがある。
この料理は、全てのスペイン料理の中で最も独特なものの1つで、多くの旅行者やカナリア諸島以外のスペインの出身者にとってさえ、とてもエキゾチックなものである。